# M'Naughtentestet
M'Naghtentestet ingick traditionellt i brittisk rätt, som utgångspunkt för när en brottsling kunde frias på grund av psykisk sjukdom eller vanföreställning. Utgångspunkten i testet, som rotade sig i en konferens av domare under Sir Nicholas Conyngham inför processen mot Daniel M'Naghten 1843 för mord, omfattar konkret att den tilltalade ska vara oförmögen att förstå följden eller de reella konsekvenserna av sitt handlande, alternativt oförmögen att förstå att handlingen var felaktig. En person som inte varit medveten om eller exempelvis upplevt sig begå handlingen är inte subjektivt ansvarig och ska därför inte dömas till ansvar. Den senare delen av testet skulle utesluta exempelvis psykopater med låg intelligens, då en psykopatisk person mycket väl kan vara införstådd med de kausala sannolika effekterna av sitt handlande, som att ett knivhugg i bröstet kan orsaka mottagarens död och alltså utgör mord, men är så distanserade från den moraliska innebörden i handlingen att de inte kan eller har en väsentligt lägre kontrollförmåga och därför inte bör hållas ansvariga i culpahänseende. Att endast motsätta sig lagens innebörd av principskäl eller säga sig inte förstå dess normativa grund innebär inte sinnessjukdom enligt testet. 
Även före M'Naghtentestet kunde sinnessjukdom åberopas som ursäkt, vilket skedde till exempel i fallet Edward Oxford 1840. Testet tillkom för att förtydliga rättspraxis och göra den mer enhetlig i sinnessjukdomsfall och har sedermera utvecklats och kritiserats; ett beryktat fall, som ledde till reformer bort från M'Naghtentestet i USA är John Hinckley Jr.:s mordförsök på Ronald Reagan 1981, där denne frikändes och dömdes till vård.